# Callobius claustrarius
Espèce
Synonymes
- Clubiona claustraria Hahn, 1833
- Amaurobius montanus C. L. Koch, 1837

Callobius claustrarius est une espèce d'araignées aranéomorphes de la famille des Amaurobiidae.

## Distribution
Cette espèce se rencontre en Europe, en Turquie, en Russie, au Kazakhstan et au Japon.

## Description
Les mâles mesurent de 6 à 8 mm et les femelles de 9 à 12 mm.

## Publication originale
- Hahn, 1833 : Die Arachniden. Nürnberg, Erster Band, p. 77-129.